# Let It Roll (bài hát của Flo Rida)
"Let It Roll" là một ca khúc của nam ca sĩ nhạc hip hop người Mỹ Flo Rida trích từ album phòng thu thứ tư của anh, Wild Ones (2012). Ca khúc được chọn làm đĩa đơn thứ tư của album và được phát hành vào ngày 19 tháng 6 năm 2012 tại Mỹ. "Let It Roll" được sáng tác bởi Earl King, Mike Caren, Raphael Judrin, Pierre-Antoine Melki, Tramar Dillard, Axel Hedfors, Breyan Isaac, Antonio Mobley và được sản xuất bởi soFLY & Nius và Axwell. Phần 2 của ca khúc còn có sự góp giọng của nam rapper Lil Wayne.

## Danh sách ca khúc
| Tải kĩ thuật số | Tải kĩ thuật số                              | Tải kĩ thuật số |
| STT             | Nhan đề                                      | Thời lượng      |
| --------------- | -------------------------------------------- | --------------- |
| 1.              | "Let It Roll"                                | 3:14            |
| 2.              | "Let It Roll, Pt. 2" (hợp tác với Lil Wayne) | 3:31            |

## Video âm nhạc
Flo Rida đã đề cập trong một cuộc phỏng vấn gần đây rằng anh sẽ quay một video cho "Let It Roll", để tỏ lòng tôn kính tới Jimi Hendrix, Sammy Davis Jr, Ray Charles và Freddie King.

## Danh sách thực hiện
- Hát chính – Flo Rida
- Sản xuất – soFLY & Nius, Axwell
- Sáng tác – Earl King, Mike Caren, Raphael Judrin, Pierre-Antoine Melki, Tramar Dillard, Axel Hedfors, Breyan Isaac, Antonio Mobley
- Hãng đĩa: Poe Boy, Atlantic
- Góp giọng - Lil Wayne (chỉ ở Pt. 2)

## Xếp hạng
| Bảng xếp hạng (2012)            | Vị trí cao nhất |
| ------------------------------- | --------------- |
| Áo (Ö3 Austria Top 40)          | 65              |
| Canada (Canadian Hot 100)       | 23              |
| Pháp (SNEP)                     | 86              |
| Đức (GfK)                       | 24              |
| New Zealand (Recorded Music NZ) | 18              |

## Lịch sử phát hành
| Quốc gia | Ngày                | Định dạng       | Hãng đĩa          |
| -------- | ------------------- | --------------- | ----------------- |
| Mỹ       | 19 tháng 6 năm 2012 | Tải kĩ thuật số | Poe Boy, Atlantic |